# Oberhessische Schwelle
Die Oberhessische Schwelle ist ein Höhenzug des Westhessischen Berg- und Senkenlandes in Nord- und Mittelhessen, der auf der Rhein-Weser-Wasserscheide die montaneren Mittelgebirge Kellerwald und Vogelsberg in Nord-Süd-Richtung verbindet. Die Schwelle teilt sich auf in die Gilserberger Höhen im Norden, den zentralen Neustädter Sattel und das im Süden liegende Nördliche Vogelsberg-Vorland.

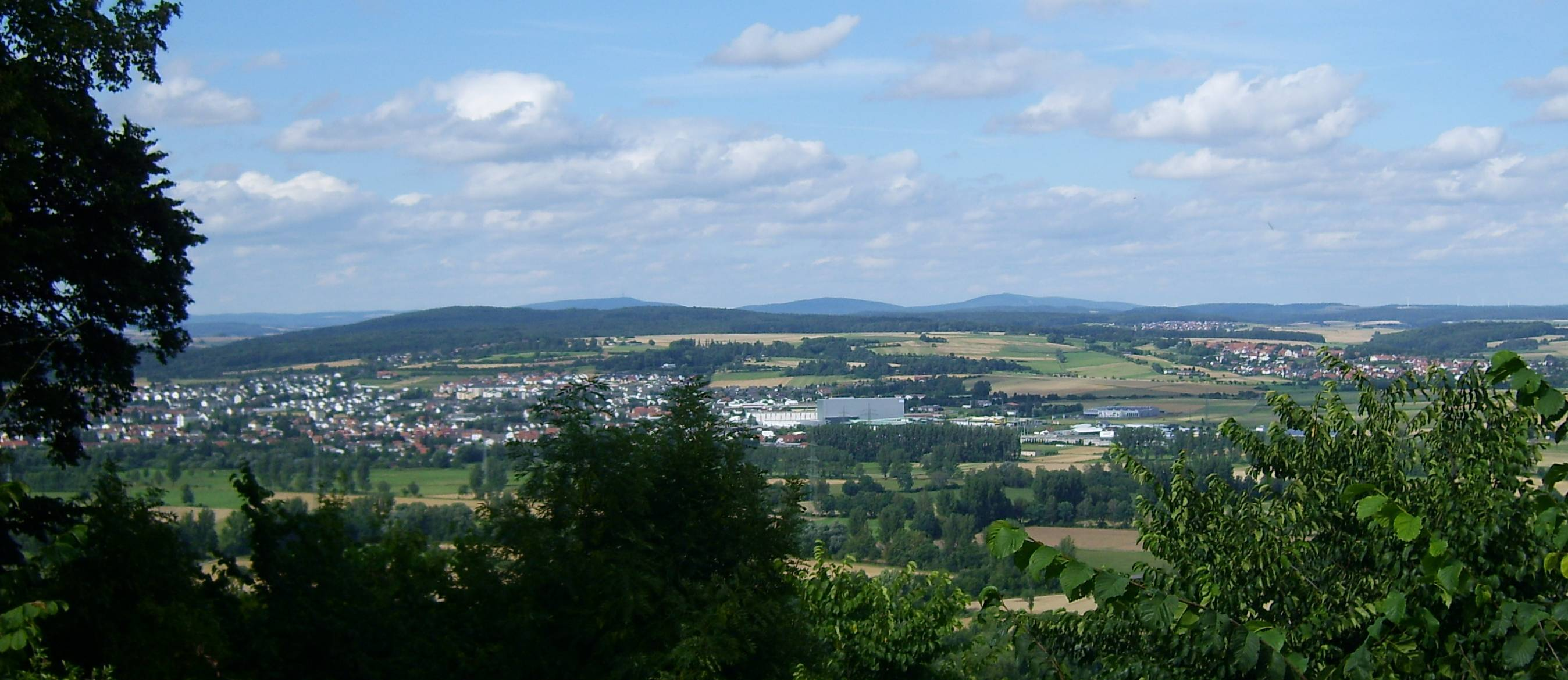
Blick von der Amöneburg auf die Gilserberger Höhen mit Burgholz (links) und auf den dahinter liegenden Kellerwald mit Hohem Lohr (links, Fernsehturm), Jeust (ca., Mitte) und Wüstegarten (rechts). Links im Vordergrund die Stadt Kirchhain.

## Geographische Lage
Im Norden gehen die Gilserberger Höhen unmittelbar in den deutlich höheren Kellerwald mit den Bergen Jeust und Wüstegarten über, im Nordosten in den Löwensteiner Grund, der zu den Ostwaldecker Randsenken gezählt wird.
Getrennt durch die Wohra schließt sich im nördlichen Westen der Burgwald an die Gilserberger Höhen an. Im südlicheren Westen folgt die Ohm und das flache Amöneburger Becken an den Neustädter Sattel und das Nördliche Vogelsberg-Vorland.
Das Vogelsberg-Vorland geht im äußersten Südwesten – wieder mit der Ohm als Abgrenzung – über in das Lumda-Plateau des Vorderen Vogelsbergs. Zum Vorderen Vogelsberg wird auch das Obere Ohmtal gerechnet, dem sich östlich schließlich der Untere Vogelsberg anschließt, an den sich das Nördliche Vogelsberg-Vorland schließlich nach Norden anschließt. Wie auch der eigentliche (Hohe) Vogelsberg gehört dieser bereits zum Osthessischen Bergland. Nach Westen stößt das Vorland an der unteren Ohm auf das flachwellige Amöneburger Becken.
Östlich schließt sich den drei Teilen der Oberhessischen Schwelle die Westhessische Senke in Form der Schwalm am gleichnamigen Eder-Nebenfluss an.

## Naturräumliche Gliederung
Die Oberhessische Schwelle gliedert sich als Teil des Westhessischen Berglandes (Haupteinheitengruppe 34) wie folgt:
- 346 Oberhessische Schwelle (448,62 km²)
  - 346.0  Gilserberger Höhen (164,97 km²)
  - 346.1  Neustädter Sattel (84,49 km²)
  - 346.2  Nördliches Vogelsberg-Vorland (199,16 km²)

Diese Unterteilung entstammt in der Hauptsache dem im Jahr 1960 von Gerhard Sandner erstellten Einzelblatt (1:200.000) 125 Marburg zum Handbuch der naturräumlichen Gliederung Deutschlands. Die Grenzziehungen und Flächengrößen müssen um Jahr 2024 daher teils revidiert werden, da sich die Landnutzung seither geändert hat.
Geologische Aussagen der folgenden Unterabschnitte stützen sich weitgehend auf den hessischen Geologieviewer.

### Gilserberger Höhen
Die Gilserberger Höhen sind fast durchgängig bewaldet, werden aber durch Rodungsinseln unterbrochen, dessen größte der Namensgeber Gilserberg nebst einigen Nachbardörfern einnimmt. Sie liegen in der Hauptsache auf drei Geologischen Strukturräumen. Nur der Hemberg im Norden, wo mit 470,6 m (Hundskopf) auch die höchste Höhe erreicht wird, liegt auf der Südliche Kellerwaldstruktur (1.1.9) und ist damit geologisch gesehen Teil des Kellerwaldes – bleibt andererseits gut 200 m unter der Höhe des benachbarten Wüstegarten. Den Hauptteil nimmt der Buntsandstein der Waldecker Scholle (2.1.12.2) des Waldecker Waldes ein. Auf dieser Scholle liegt der Höhenzug des Ziegenkopfs (352,4 m) östlich des Hembergs und südöstlich Jesbergs sowie der Zentralteil zwischen Sebbeterode im Nordwesten, Sachsenhausen im Süden und der Schwalm zwischen  Frankenhain (S) und Schlierbach (N) im Osten, der an seinem Südwestrand, nördlich Itzenhains, an der Kalten Hainbuche mit 432,6 m seine höchste Höhe erreicht. Auch der südöstlichste Wald des Naturraums zwischen Appenhain im Westen und, auf der Schwalm-Seite, Florshain, der knapp 400 m erreicht, liegt auf dieser Scholle.
Der Süd- und der Westteil liegen wiederum auf der Frankenberger Scholle (2.1.3) des Burgwalds, auf der ebenfalls Buntsandstein vorherrscht. Dies sind in der Hauptsache der Höhenzug des Kohlkopfs/-bergs (371,4 m) im Süden des Naturraums, der des Burgholz (bis 380 m) im äußersten Südwesten und die Anhöhen zum Wohratal im Westen, die in ihrem Norden westlich Moischeids in unmittelbar südwestlicher Nachbarschaft des Jeust 425 m erreichen, am Lischeider Berg nordwestlich Lischeids immer noch um 416 m. Zwischen Waldecker und Frankenberger Scholle zieht sich von Südosten kommend der Momberger Graben (2.2.9) mit Muschelkalk. Er zieht sich, ausgehend vom Neustädter Sattel, von Neustadt über das namensgebende Momberg und Mengsberg in die Gilserberger Höhen über Itzenhain und Winterscheid bis östlich Heimbachs. Ihm bzw. seiner Richtung folgt im Südosten das Hardwasser, im Nordwesten liegen auf ihm die bis zu 420 m hohen Kalkkuppen bei Winterscheid, auf denen Unterer Wellenkalk ansteht. Im Bereich der Gilserberger Höhen wird der Graben durch Rodungen begleitet, die sich bis ins Buntsandsteingebiet bei Sachsenhausen fortsetzen.
Der Burgholz liegt komplett im Landkreis Marburg-Biedenkopf und damit in Mittelhessen, der Kohlkopfrücken fast vollständig. Die zuständige Obere Naturschutzbehörde Gießen teilt die Gilserberger Höhen innerhalb ihres Geltungsbereichs auf zwei Landschaftsräume auf:
Der Burgholz wird, zusammen mit dem Südlichen Burgwald im Wortsinne und den inneren Höhenzügen des nördlichen Amöneburger Beckens und Anstiegen, zum sogenannten Kirchhainer Bergland gezählt. Die Zusammenfassung mit dem Südlichen Burgwald ist insofern schlüssig, da es sich um einen gemeinsamen Höhenzug handelt, der nur durch das enge Durchbruchstal der Wohra getrennt wird. Der Staatsforst Rauschenberg erstreckte sich auch auf beide Teile, wobei der äußerste Südwesten der Burgholzbewaldung den Kirchhainer Stadtwald einnahm.
Dern Rest der Gilserberger Höhen auf mittelhessischen Boden, der überwiegend aus dem Kohlkopfrücken besteht, wird aus unerklärlichen Gründen Josbacher Wald genannt – obwohl der Rücken auf den Gemarkungen Mengsberg, Momberg und Wolferode liegt.

### Neustädter Sattel

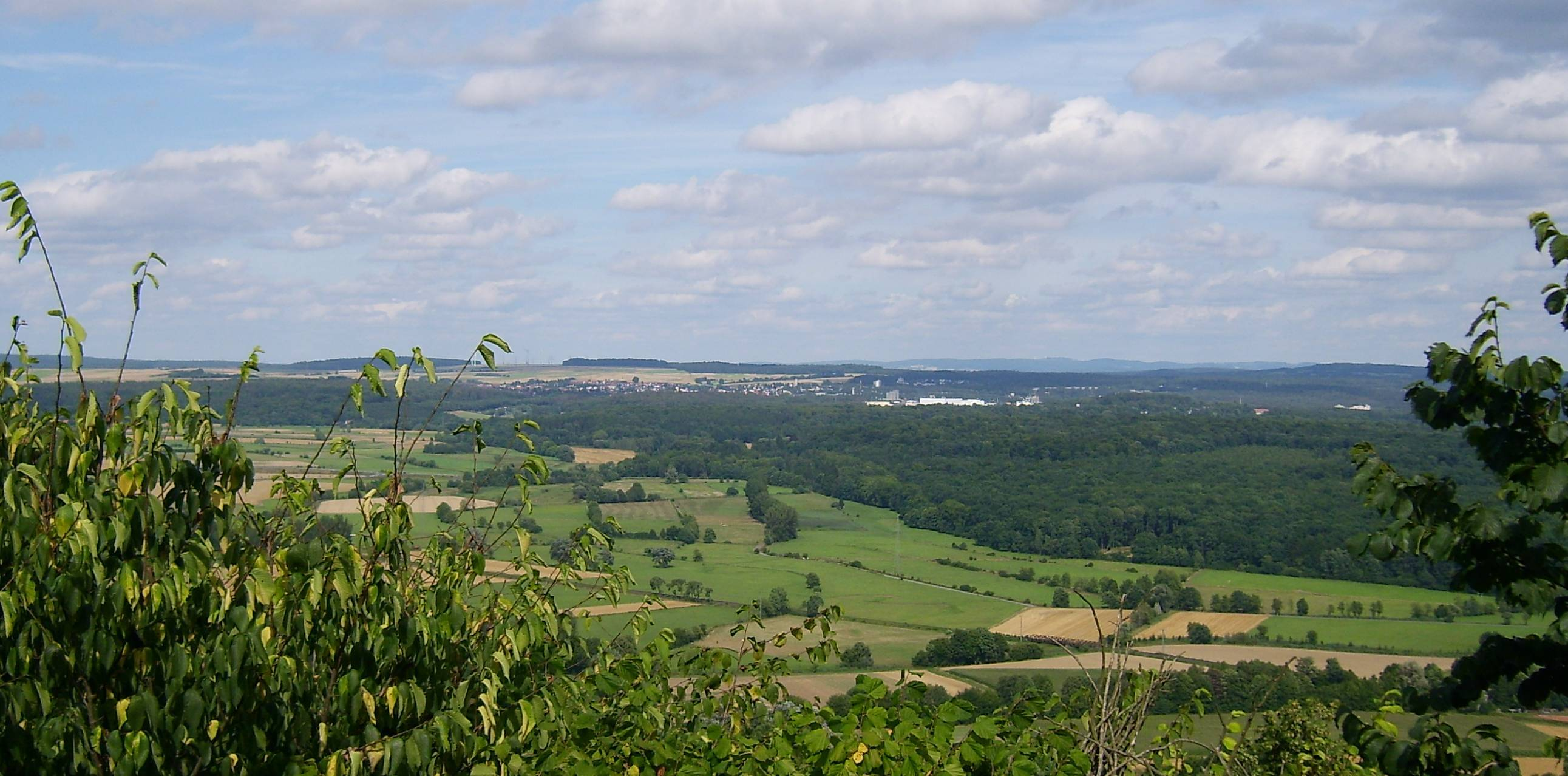
Blick von der Amöneburg auf Neustädter Sattel und Knüll. Direkt links des Sattels der größtenteils gerodete Krückeberg, der naturräumlich noch zum Sattel zählt, rechts des Sattels das Hochplateau des nördlichen Vogelsberg-Vorlands

Der auch auf (alten) Karten verzeichnete Begriff Neustädter Sattel bezeichnet, vgl. Bergsattel, eigentlich das Gebiet um den niedrigsten Pass über die Rhein-Weser-Wasserscheide zwischen Kellerwald und Vogelsberg, in dem insbesondere, zwischen Stadtallendorf und Neustadt, die Bundesstraße 454 und die Main-Weser-Bahn die Oberhessische Schwelle passieren. Dieser liegt zwischen dem 371 m erreichenden, bewaldeten Kohlkopf-Rücken nordwestlich von Speckswinkel und dem um 388 m erreichenden, gerodeten Dachsberg-Plateau  um Gleimenhain, Arnshain und Wahlen, im engeren Sinne liegt er zwischen dem Krückeberg (346 m) südlich Speckswinkels und dem Dachsberg-Nordwestausläufer Nellenberg (344,6 m) südlich von Neustadt.
Das bezeichnete Gebiet enthält indes Teile des Herrenwaldes, in denen insbesondere (knapp) die Bundesstraße (auf um 300 m) und (deutlich im Innern) die Eisenbahn (auf um 279 m) passieren. Der Pass der Eisenbahn ist sogar die Scharte des Kellerwalds zum Vogelsberg und die des Langenbergs bzw. des Rothaargebirges zum Feldberg (Taunus). Der naturräumliche Neustädter Sattel beinhaltet demgegenüber nur die weitgehend gerodeten Landschaften, die stark ackerbaulich genutzt werden und geht über den nur inselartig bewaldeten Krückeberg hinaus bis zur Kohlkopf-Bewaldung, die, im Nordosten Speckswinkels, noch erinmal durch eine Scharte auf etwa 303 m abgetrennt ist.
In der Region Mittelhessen hat sich inzwischen, in Anlehnung an den Naturraum Ebsdorfer Grund im Amöneburger Becken, der Name Erksdorfer Grund für den zur Ohm entwässernden Westteil des Naturraums nebst Gebiet der Wasserscheide etabliert, die Obere Naturschutzbehörde nennt den Landschaftsraum Erksdorfer Ackerlandschaft. Er zieht sich nach Osten in etwa bis zur Straße Neustadt–Speckswinkel und nach Norden zum Ostrand Speckswinkels, siehe auch Nordosten der Karte zum Amöneburger Becken. Im Osten des Erksdorfer Grundes liegt der (Stand 2024) immerhin 19 Windräder umfassende Windpark Erksdorf-Speckswinkel, siehe Liste von Windkraftanlagen in Hessen. Nach der Fertigstellung der Bundesautobahn 49, die diesen Windpark unmittelbar von Südosten rahmen wird, ist eine Erweiterung auf dem Hopfenberg in Bau (Stand April 2025).
Neben dem zentralen Erksdorf und Speckswinkel im Nordosten gehören auch Hatzbach im Norden, das Höhendorf Emsdorf im Nordwesten sowie das alte Allendorf im Süden, heute Nordstadt von Stadtallendorf, zum Naturraum. Die alte Grenze zum Herrenwald, in den der größte Teil von Stadtallendorf hineingebaut ist, ist auch heute noch teils gut an Rest-Baumbeständen erkennbar. Entwässert wird der Norden durch die Hatzbach, der Süden durch den Netzebach.
Der zur Schwalm überleitende Ostteil des Neustädter Sattels wird Momberger Hügelland genannt und ist durch die Eintiefung des Momberger Grabens (siehe #Gilserberger Höhen) geprägt, in dem die Wiera von Westen her auch durch Hardwasser und Kälbach gespeist wird. Im Hügelland liegen Neustadt, das namensgebende Momberg und Mengsberg, je nach östlicher Grenzziehung auch Wiera.

#### Mittelmeer-Mjösen-Zone
Der Neustädter Sattel ist Teil der Mittelmeer-Mjösen-Zone, einer Abfolge von Talsenken, die sich vom Rhonetal über den Oberrheingraben, die Wetterau und das Gießener Becken, unterhalb des Vorderen Vogelsberges schließlich zum Amöneburger Becken, von dort über den Neustädter Sattel in die Westhessische Senke und weiter über den Leinegraben bis zum Oslograben zieht.

### Nördliches Vogelsberg-Vorland
Das Nördliche Vogelsberg-Vorland ist, wie auch der Vordere Vogelsberg, eine Verlängerung des Basaltgebiets des Unteren Vogelsbergs bei ähnlichen Höhen und Reliefenergien. Im Vergleich zum Vorderen Vogelsberg ist das Nördliche Vorland such in inneren Teilen zwischen den vulkanischen Kuppen und Hochflächen stärker von Buntsandstein durchsetzt.
Die Nordgrenze des (Nordwestlichen) Unteren Vogelsbergs legt Sandner unmittelbar jenseits der deutlichen durchgängigen Bewaldung nördlich der A 5, die sich am laut der alten TK 329 m erreichenden Heideberg bis vor Kirtorf und am 343,7 m erreichenden Globerg bis vor Ober-Gleen zieht, während das Buntsandstein-Tal der Klein das Vorland einleitet.
An der Rhein-Weser-Wasserscheide erreicht das Vorland am Plateau des Dachsbergs mit den Höhenorten Arnshain, Wahlen und Gleimenhain in deutlicher nördlicher Entfernung zum eigentlichen Vogelsberg seine höchsten Höhen von um 388 m. Hier stehen diverse Windkraftanlagen, und die Fernsicht reicht bei guten Sichtverhältnissen z. B. bis zum 70 km entfernten Hohen Meißner im Nordosten und ist in praktisch alle Himmelsrichtungen ungestört.
Neben dem Dachsberg gibt es zwei weitere „Hauptberge“ des Vorlandes, nämlich den gut 360 m erreichenden Hohenberg im Westsegment zwischen Klein und Ohm und die auf der Gemarkung Reibertenrod, aber näher nordwestlich von Schwabenrod gut 355 m erreichende Morschel im Segment zwischen Antrift und Schwalm. Während die Morschel namentlich noch weniger bekannt ist als der Dachsberg, ist der mit seinem Basaltwerk Nieder-Ofleiden am Westhang weit ins Amöneburger Becken hinein sichtbare Hohenberg in der Region recht bekannt. Auf Karten ist sein Gipfel als „Hochberg“ eingetragen und das Basaltwerk als „Am Hohenberg“; in der Region ist er aber nur als Hoher Berg oder Hohenberg bekannt.
Die Scharte des Hohenbergs (zum Kretenberg) liegt auf etwa 318 m unmittelbar südwestlich Maulbachs, der Dachsberg hat mehrere Scharten auf etwa 336 m zwischen Ohmes und Heimertshausen (aber je knapp östlich dieser Linie), die Morschelscharte (zum Romröder Berg) liegt auf etwa 303 m im Osten von Angenrod.
Das Hohenberg-Segment endet nach Nordwesten unmittelbar im Inneren der Mündung der Klein in die Ohm, am vulkanisch, aber flachwelligen und nur um 235 m erreichenden Brücker Wald. Zum Segment gehört auch das auf Karten als Dannenroder Forst etikettierte Waldstück nördlich des Hohenbergs auf den Gemarkungen Dannenrod, Lehrbach und Schweinsberg, das zwischen Dannenrod und Lehrbach auf Basalt noch etwa 327 m erreicht, nach Nordwesten im Buntsandstein aber deutlich abflacht.
Zwischen die Klein und das Dachsberg-Plateau zieht sich der Herrenwald mit Südostausläufern bis zur Antrifttalsperre (Möncheberg: 359,7 m), der ebenfalls nach Nordwesten im Buntsandstein deutlich abflacht. Vulkanische nördliche Abschlusskuppen des Hauptsegments sind der Nellenberg (344,6 m) und der Waizenberg (345,4 m); jenseits der Antrift wird die Reihe durch Buchenköpfchen (307,8 m) und Köppel (gut 345 m, mit Nordriedel zu den gut 320 m erreichenden Wippersteinen) ergänzt.
Den sich unmittelbar nordöstlich an Nellen- und Waizenberg anschließenden, im Buntsandstein abflachenden Wald mit dem Wasenberger Holz gliedert Sandner je halbseitig dem Neustädter Sattel und der Schwalm zu. Folgerichtig wäre er aber, analog dem Herrenwald im Nordwesten, der Nordabschluss des Nördlichen Vogelsberg-Vorlandes  – zumal sich Neustädter Sattel und Schwalm gerade durch nur inselartige Bewaldung auszeichnen.

## Geologie und allgemeine Zuordnung
Die Gilserberger Höhen liegen überwiegend auf Buntsandstein, der zentral in südöstliche Richtungen vom Momberger Muschelkalkgraben durchzogen wird. Der Neustädter Sattel ist von Lösshaltigen Böden geprägt, die an der südlichen Nahtstelle zum Nördlichen Vogelsberg-Vorland auch von Ton abgelöst werden. Im letztgenannten Naturraum schließlich geht der Ton in Buntsandstein über, der allmählich dem Basalt des Vogelsberges und seines Umlandes weicht.
Die Zusammenfassung der geologisch und geomorphologisch drei recht unterschiedlichen Landschaften zur Oberhessischen Schwelle ist nicht unumstritten. Geologisch und landläufig sind die Gilserberger Höhen eine Fortsetzung des Burgwalds und somit Vorland zum Kellerwald, der Neustädter Sattel ist die schmale Verbindung zwischen den Offenlandschaften Amöneburger Becken und Schwalm, während das Nördliche Vogelsberg-Vorland, wie der Name schon sagt, Teil des erweiterten Vogelsbergs ist.

## Berge (Auswahl)
- Hundskopf (470,6 m) – äußerster Norden der Gilserberger Höhen, Südliche Kellerwaldstruktur
- Kalte Hainbuche (432,6 m) – Zentrum, nördlich von Lischeid und unmittelbar südlich der Rodung von Gilserberg; Buntsandstein der Waldecker Scholle des Waldecker Waldes
- NN (425 m) – südwestliche Abdachung des Jeust an der Gemarkungsgrenzen von Gemünden (Wohra) (W) zu Moischeid (O); Buntsandstein der Frankenberger Scholle des Burgwaldes
- NN (420 m) – nordwestlichste der Kalkkuppen bei Winterscheid, knapp jenseits der Bundesstraße 3; Unterer Wellenkalk, Momberger Graben
- Lischeider Berg (416 m) – unmittelbarer südwestlicher Nachbar der Kalkkuppe auf der Frankenberger Scholle
- Dachsberg (um 388 m, Koordinaten)[8] – höchste Erhebung auf dem gerodeten Hochplateau im Norden des Nördlichen Vogelsberg-Vorlandes auf der Rhein-Weser-Wasserscheide, unmittelbar südlich des Neustädter Sattels; bei Arnshain
- Burgholz (380 m) – äußerster Südwesten der Gilserberger Höhen; Aussichtsturm; Frankenberger Scholle
- Kohlkopf (371,4 m) – im Westen des Staatsforstes Treysa, Gilserberger Höhen; Frankenberger Scholle
- Hohenberg (360 m) – Nördliches Vogelsberg-Vorland zwischen Klein und Ohm; Stadtberg von Homberg (Ohm) mit dank Rodung guter Aussicht an der Südwestgrenze des Nördlichen Vogelsberg-Vorlandes zu Vorderer VogelsbergVorderem Vogelsberg und Amöneburger Becken
- Morschel (345,4 m) – Nördliches Vogelsberg-Vorland rechts der Antrift
- Krückeberg (im Hain Krücke 346 m) – außerhalb der Krücke gerodetes Hochplateau im Zentrum des Naturraums Neustädter Sattel und im Osten des Erksdorfer Grundes mit umfangreichem Windpark
- Nellenberg (344,6 m) – kuppiger Neustädter Stadtberg mit Burgruine am Nordrand des Nördlichen Vogelsberg-Vorlands zum Neustädter Sattel
- Emsdorfer Höhe (308 m) – Erksdorfer Grund

## Orte
Die Gilserberger Höhen liegen im Schwalm-Eder-Kreis und im Landkreis Marburg-Biedenkopf, der Neustädter Sattel überwiegend im Landkreis Marburg-Biedenkopf und das Nördliche Vogelsberg-Vorland überwiegend im Vogelsbergkreis (und nur im äußersten Nordwesten zum Teil in Marburg-Biedenkopf).
Wichtige Orte sind Gilserberg im Norden, Jesberg an der Nordostgrenze, Schwalmstadt an der Ostgrenze, Kirchhain an der Westgrenze, Stadtallendorf und Neustadt im Zentrum sowie Homberg (Ohm) an der Südwestgrenze und Kirtorf im Süden.